# Ребедайлівська сільська рада
Ребеда́йлівська сільська́ ра́да — адміністративно-територіальна одиниця та орган місцевого самоврядування в Кам'янському районі Черкаської області. Адміністративний центр — село Ребедайлівка.

## Загальні відомості
- Населення ради: 1 083 особи (станом на 2001 рік)

## Населені пункти
Сільській раді підпорядковані населені пункти:
- с. Ребедайлівка

## Склад ради
Рада складається з 16 депутатів та голови.
- Голова ради: Швець Вікторія Василівна

### Керівний склад попередніх скликань
| Прізвище, ім'я, по батькові | Основні відомості                                                                     | Дата обрання | Дата звільнення |
| --------------------------- | ------------------------------------------------------------------------------------- | ------------ | --------------- |
| Левіцький Леонід Васильович | Сільський голова, 1957 року народження, освіта незакінчена вища, безпартійний         | 26.03.2006   | 31.10.2010      |
| Левіцький Леонід Васильович | Сільський голова, 1957 року народження, освіта незакінчена вища, член Партії регіонів | 31.10.2010   | 26.02.2014      |
| Швець Вікторія Василівна    | Сільський голова, 1976 року народження, освіта середня спеціальна, позапартійна       | 26.10.2014   |                 |

Примітка: таблиця складена за даними сайту Верховної Ради України

### Депутати
За результатами місцевих виборів 2010 року депутатами ради стали:

#### За суб'єктами висування
| Суб'єкт висування                | Кількість обраних депутатів | %    |
| -------------------------------- | --------------------------- | ---- |
| Самовисування                    | 15                          | 93,8 |
| Політична партія «Нова політика» | 1                           | 6,3  |

#### За округами
| № округу                         | Прізвище, ім'я, по батькові   | Дата визнання обраним | Освіта             | Партійна приналежність                 | Відомості про обраного депутата               |
| -------------------------------- | ----------------------------- | --------------------- | ------------------ | -------------------------------------- | --------------------------------------------- |
| Політична партія «Нова політика» |                               |                       |                    |                                        |                                               |
| 2                                | Бичок Олена Петрівна          | 03.11.2010            | середня спеціальна | член Політичної партії «Нова політика» | АЗС ВАТ «Укрнафта», оператор                  |
| Самовисування                    |                               |                       |                    |                                        |                                               |
| 1                                | Гнатенко Олександр Вікторович | 03.11.2010            | середня спеціальна | позапартійний                          | СБСМ "Грифон!, міліціонер                     |
| 3                                | Мізерна Ганна Іванівна        | 03.11.2010            | середня            | позапартійна                           | Сільська рада, касир                          |
| 4                                | Бордюг Ганна Іванівна         | 03.11.2010            | середня спеціальна | позапартійна                           | Ревівська сільська рада, секретар             |
| 5                                | Максімова Тетяна Петрівна     | 03.11.2010            | вища               | позапартійна                           | Ребедайлівська загальноосвітня школа, вчитель |
| 6                                | Кульбачний Василь Петрович    | 03.11.2010            | середня            | позапартійний                          | фізична особа-підприємець, директор           |
| 7                                | Пугач Олександр Іванович      | 03.11.2010            | середня спеціальна | позапартійний                          | пенсіонер                                     |
| 8                                | Бичок Інна Миколаївна         | 03.11.2010            | вища               | позапартійна                           | Дитячий садок с. Ребедайлівка, завідувачка    |
| 9                                | Модліцька Людмила Іванівна    | 03.11.2010            | вища               | позапартійна                           | Ребедайлівська загальноосвітня школа, вчитель |
| 10                               | Пугач Василь Іванович         | 03.11.2010            | середня спеціальна | позапартійний                          | ТОВ «Олімп», агроном                          |
| 11                               | Бичок Микола Павлович         | 03.11.2010            | середня спеціальна | позапартійний                          | пенсіонер                                     |
| 12                               | Романча Оксана Олександрівна  | 03.11.2010            | вища               | позапартійна                           | АЗС ВАТ «Укрнафта», оператор                  |
| 13                               | Мураховський Сергій Іванович  | 03.11.2010            | середня            | позапартійний                          | пенсіонер                                     |
| 14                               | Григорова Віра Сергіївна      | 03.11.2010            | середня спеціальна | позапартійна                           | тимчасово не працює                           |
| 15                               | Харченко Володимир Іванович   | 03.11.2010            | середня            | позапартійний                          | ТОВ «Аграрій», механізатор                    |
| 16                               | Швець Вікторія Василівна      | 03.11.2010            | середня спеціальна | позапартійна                           | Сільська рада, землевпорядник                 |